# Ferrolho

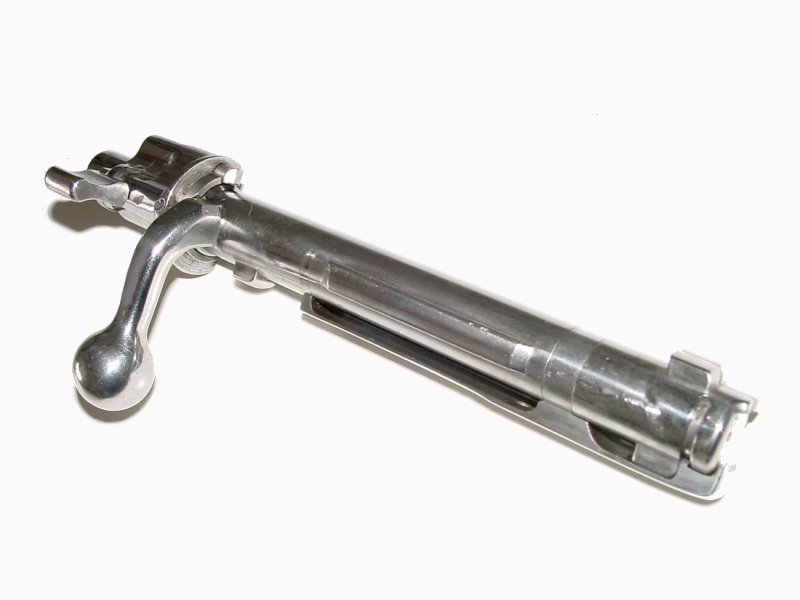
Ferrolho de um fuzil Karabiner 98k.

Ferrolho é a designação da parte de uma arma de repetição que carrega a câmara com um novo cartucho e bloqueia a abertura traseira (culatra) permitindo que o propelente queime e o disparo seja efetuado. Em geral o ferrolho se move para frente e para trás de forma repetitiva usando um sistema manual ou automatizado descarregando o cartucho deflagrado e carregando um novo na câmara. O extrator e o pino de disparo costumam ser parte integrante do ferrolho.
Nas armas de fogo operadas a gás, o ferrolho faz parte de um grupo maior de peças conhecido como "bolt carrier group" (BCG), que contém peças adicionais que recebem o impacto do pistão de gás.
O slide em uma pistola semiautomática é uma forma de ferrolho, pois contém as mesmas peças e tem as mesmas funções.

## Galeria

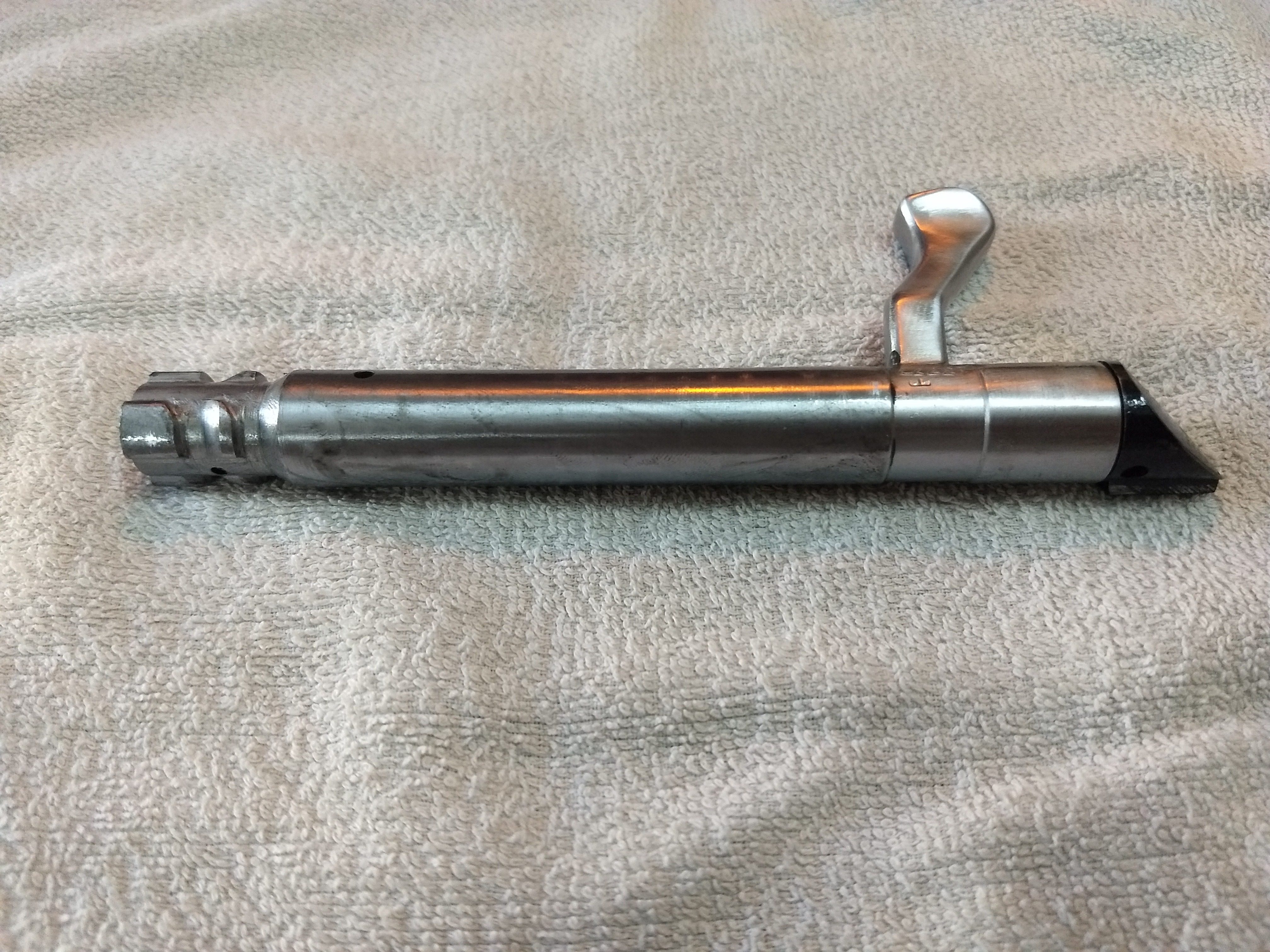
Ferrolho de um rifle IOF .30-06 Sporting
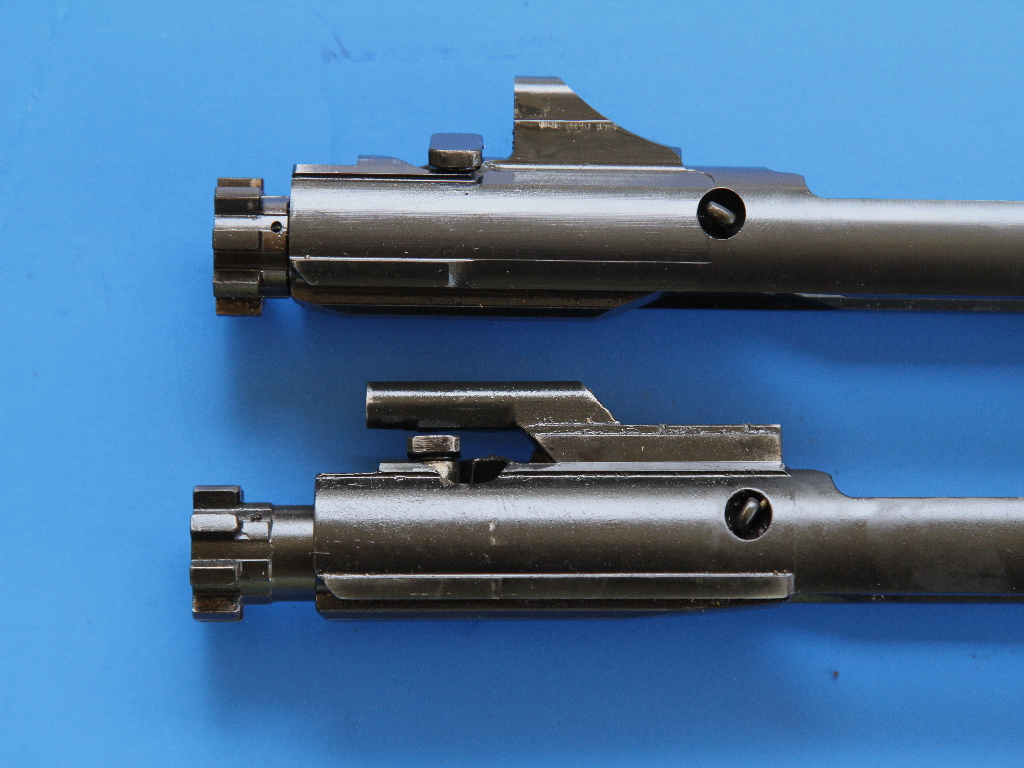
Ferrolhos do rifle Ruger Sr 5.56 (acima) e do rifle AR 15 (abaixo)
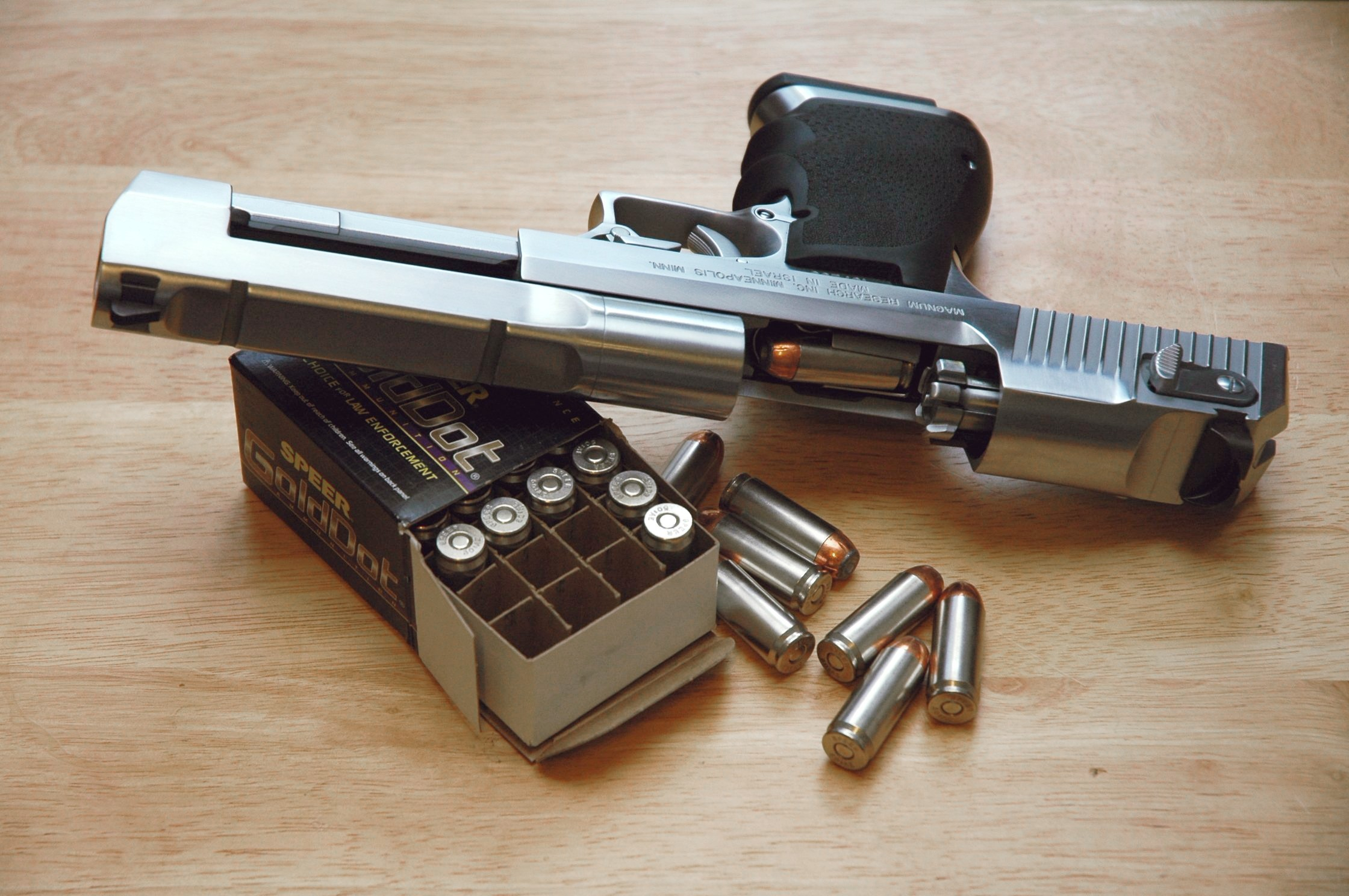
Slide aberto com ferrolho integrado de uma pistola Desert Eagle
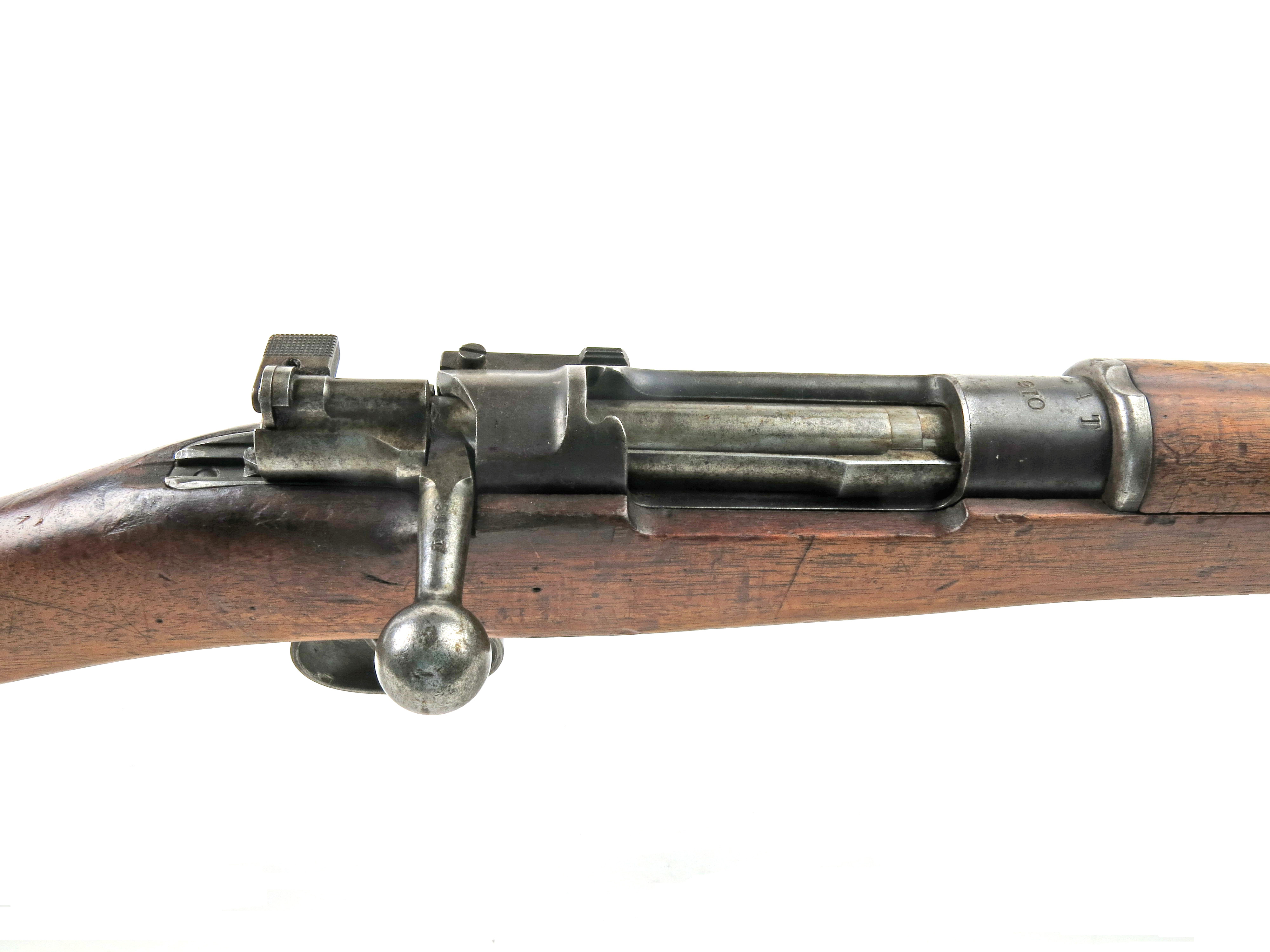
Ferrolho de um fuzil Mauser Model 1896
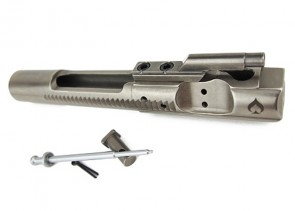
Ferrolho de um fuzil Colt AR-15